# Галя Тимофеева
Галя Тимофеева (партийный псевдоним), настоящее имя — Анна Гавриловна Тимофеева  (21 сентября [3 октября] 1896, с. Поповка, теперь пгт. Заречное, Лиманский район, Донецкая область, Украина — 4 февраля 1919, Киев, Киевская губерния, Украинская Народная Республика) — революционерка, участница установления советской власти на Украине, член левой фракции УСДРП, позднее — КП(б)У.

## Биография
В 1917 году участвовала в установлении советской власти в Харькове, в 1918—1919 годах проводила подпольную работу в Киеве по организации повстанческого движения на Киевщине, участник I съезда КП(б)У в Москве.
В середине октября 1918 года была арестована, в декабре 1918 года, после свержения гетмана Скоропадского, была освобождена. Однако через два дня вновь арестована властью Директории УНР. Содержалась в Лукьяновской тюрьме, расстреляна.
16 февраля 1919 года похоронена в братской могиле в Мариинском парке.

## Чествование памяти
В 1919—2015 гг. (с перерывами) в честь Гали Тимофеевой называлась улица в Киеве.